# Knihovna Národního archivu
Knihovna Národního archivu je oddělením Národního archivu. Jedná se o největší archivní knihovnu v České republice s více než půl milionem svazků. Shromažďuje a zpřístupňuje domácí a zahraniční knihovní dokumenty z archivnictví, dějin správy a práva, historie, pomocných věd historických, informatiky (především z oborů společenských věd). Veřejná knihovna poskytuje služby pracovníkům archivu, umožňuje bezplatné prezenční studium odborné a široké veřejnosti. Podílí se na tvorbě současné a retrospektivní bibliografie oboru.
Hlavní sídlo knihovny Národního archivu je v Archivním areálu Chodovec (dokončeném roku 2001), Archivní 2257/4, Praha 4. V areálu sídlí rovněž Archiv hlavního města Prahy a Státní oblastní archiv v Praze. Detašované pracoviště knihovny je umístěno v původní budově Archivu země České (Milady Horákové 5/133, Praha 6).

## Vznik a historie knihovny
Národní archiv (dříve Státní ústřední archiv) vznikl sloučením Ústředního archivu ministerstva vnitra, Archivu země České (1954) a Ústředního zemědělsko-lesnického archivu (1956), současná knihovna vznikla obdobně sloučením tří archivních odborných knihoven těchto subjektů.
Počátky knihovny Ústředního archivu ministerstva vnitra a knihovny Archivu země České sahají do 2. poloviny 19. století, měly však charakter pouhých příručních knihoven odborné literatury. Všechny tři knihovny předchůdců Národního archivu existovaly od roku 1919.
V letech 1954–1985 byla knihovna součástí studijního a publikačního oddělení Státního ústředního archivu.
Od roku 1986 je samostatným oddělením (9. oddělení Národního archivu) přímo podřízeným řediteli archivu.

## Knihovní fondy
Knihovní fond obsahuje monografické publikace včetně speciálních druhů dokumentů od roku 1801 do současnosti (monografické sborníky, sborníky z konferencí a jiných akcí, drobné tisky, normy, kartografické dokumenty aj.), seriálové publikace (sborníky, odborné časopisy, ročenky, výroční zprávy, noviny a další typy periodik). Fond monografií čítá 540 000 svazků (rok 2021), knihovna ročně odebírá a výměnou získává téměř 400 titulů seriálů. 
Cennými dokumenty domácí i zahraniční provenience jsou staré tisky z let 1501–1800 (více než 13 000 svazků), prvotisky do roku 1500 (135 titulů), rukopisy (více než 330 svazků).
Nejvýznamnějšími historickými fondy jsou Maltézská knihovna (tvořená knihovnou bývalého konventu Panny Marie pod řetězem, Praha – Malá Strana, a knihovnou Českého velkopřevorství, Praha – Malá Strana) a Knihovna Piaristické koleje (Praha-Nové Město).
Knihovna Národního archivu shromažďuje, uchovává a zpřístupňuje:
- historické knihovní fondy (knihovny zaniklých úřadů, institucí, škol, spolků, církevních řádů apod.)
- fondy archivních knihoven,  tj. předchůdců Národního archivu a buduje fond jeho současné knihovny
- fondy knihoven úřadů (např. Knihovny Ministerstva vnitra, Knihovny Ministerstva národní bezpečnosti, Knihovna Rodopisného úřadu pro Čechy a Moravu)
- fondy knihoven školních, vědeckých, církevních řádů, spolků (např. knihovny Zemské vyšší školy hospodářské v Táboře,[5] Svazu protifašistických bojovníků, České archivní společnosti aj.)

- knižní části redakčních archivů zaniklých nakladatelství a vydavatelství (Orbis, Mona, Svoboda)

- osobní knižní pozůstalosti a rodinné knihovny (profesora PhDr. Vlastimila Kybala, pozůstalosti Karla a K. V. Adámkových,[6] aj.

- domácí a zahraniční noviny zejména z 19. a 20. století (nejstarší titul z let 1717–1731)

- specifické dokumenty (statuty a výroční zprávy škol, muzeí, institucí a podniků, zákoníky, věstníky, schematismy)[7]

## Spolupráce s odbornými institucemi
Knihovna spolupracuje s Historickým ústavem AV ČR na tvorbě Souborného katalogu Bibliografie české a slovenské historiografie (společná databáze Bibliografie dějin Českých zemí, Bibliografie dějin Slovenska, Bibliografie českého archivnictví, Akademická encyklopedie českých dějin a Databáze dějin všedního dne). V ní garantuje část Bibliografie českého archivnictví a bibliograficky zpracovává českou vědeckou a odbornou knižní produkci oblasti archivnictví, historická a vlastivědná periodika Čech, Moravy a Slezska navazující na projekt zpracování tiskem vydaných soupisů archivní literatury (naposledy roku 1990).
Knihovna má svoji digitální knihovnu KRAMERIUS, která obsahuje publikace, noviny a časopisy od 1. poloviny 19. století. Jedná se především o výsledky projektů Digitalizace dokumentů ohrožených degradací kyselého papíru v podprogramu Ministerstva kultury ČR VISK7 (Kramerius).  
Knihovna zdigitalizovala prostřednictvím projektů digitálního zpřístupnění vzácných dokumentů Memoriae Mundi Series Bohemica v podprogramu VISK6 136 drobných tisků převážně z Valdštejnské knihovny obsahově se vztahujících k třicetileté válce a osobě Albrechta z Valdštejna.
Zdigitalizované tisky jsou dostupné v digitální knihovně MANUSCRIPTORIUM.